# Max Streibl
Max Streibl (Oberammergau, 6 de enero de 1932 - Múnich, 11 de diciembre de 1998) fue un político alemán de la Unión Social Cristiana de Baviera (CSU) y octavo Ministro presidente de Baviera.

## Biografía
Max Streibl nació en 1932 en Oberammergau, donde sus padres eran dueños de un negocio hotelero. Se casó con su esposa Irmingard en 1960 y tuvieron una hija y dos hijos.
Después de ir a la escuela en Ettal, estudió derecho en Múnich, graduándose en 1955. Trabajó en Garmisch-Partenkirchen, y más tarde, en el Bundesrat de Alemania en Bonn, uniéndose luego al gobierno local de la región de la Alta Baviera en 1960. Desde 1961, trabajó para el gobierno estatal y comenzó a ascender en las filas de la CSU. De 1961 a 1967, dirigió la Junge Union (organización juvenil del partido).
Se convirtió en miembro del Parlamento Regional Bávaro en 1962, cargo que ocupó hasta 1994, cuando se retiró. Fue Secretario General de la CSU entre 1967 y 1970.
Max Streibl se desempeñó como Ministro de Medio Ambiente (1970-1977) y Finanzas (1977-1988) de Baviera. Después de la muerte repentina de  Franz Josef Strauß en 1988, Max Streibl lo sucedió como Ministro presidente de Baviera el 19 de octubre de ese año. Max Streibl estaba profundamente arraigado al catolicismo, pero pronto se hizo impopular debido a escándalos de corrupción. Entre ellos estaba el Amigo-Affäre (Burkhart Grob, presidente de una compañía productora de aviones, le pagó unas vacaciones). Debido a este escándalo, que salió a luz pública en enero de 1993, se vio obligado a dimitir el 27 de mayo de 1993 y Edmund Stoiber asumió el cargo, a pesar de que también estaba involucrado en el caso. La polémica dio lugar a un cambio de política en Baviera, con el objetivo de desenredar las conexiones entre la política y los negocios.
Se retiró de la política poco después y murió en diciembre de 1998 en Múnich.